# Jörg Böhme
Pour les articles homonymes, voir Böhme.
Jörg Böhme est un footballeur allemand né le 22 juin 1974 à Hohenmölsen.

## Carrière
- 1992-1993 : FC Carl Zeiss Iéna  Allemagne
- 1994-1995 : FC Nuremberg  Allemagne
- 1995-1996 : Eintracht Francfort  Allemagne
- 1996-1998 : TSV Munich 1860  Allemagne
- 1998-2000 : Arminia Bielefeld  Allemagne
- 2000-2005 : Schalke 04  Allemagne
- 2004-2006 : Borussia Mönchengladbach  Allemagne
- 2006-2008 : Arminia Bielefeld  Allemagne[1]

## Palmarès
- 10 sélections et 1 but avec l'équipe d'Allemagne entre 2001 et 2003
- Champion d'Allemagne de D2 en 1999 avec l'Arminia Bielefeld
- Vainqueur de la Coupe d'Allemagne en 2001 et 2002 avec Schalke
- Vainqueur de la Coupe Intertoto en 2003 et 2004 avec Schalke (titre partagé)